# Kabaka Yekka
Kabaka Yekka (KY, Luganda für „Der Kabaka allein“) war eine monarchistische Partei in Uganda. Sie gründete sich im Frühjahr 1961 und war dem König von Buganda, dem Kabaka, verbunden, der nach einem unabhängigen Buganda strebte.
Während sie die Wahlen im März 1961 boykottierte, errang Kabaka Yekka in den Wahlen zur Nationalversammlung 1962 21 Sitze und ging eine Koalition mit dem Uganda People’s Congress (UPC) unter Milton Obote ein. Bis 1965 traten viele der Abgeordneten Kabaka Yekkas ins Lager des UPC über, so dass der Kabaka schließlich die Partei auflöste.